# Schronisko na Januszkowej Górze
Schronisko na Januszkowej Górze – schronisko na Januszkowej Górze na północno-zachodnim krańcu Płaskowyżu Ojcowskiego na Wyżynie Olkuskiej będącej częścią Wyżyny Krakowsko-Częstochowskiej. Znajduje się we wsi Podlesie, w województwie małopolskim, w powiecie olkuskim, w gminie Olkusz.

## Opis obiektu
Znajduje się w podszczytowej skałce w niewielkiej odległości od ogrodzonej i oznaczonej Januszkowej Szczeliny. Za otworem na szczelinie skalnej znajduje się 6-metrowej długości korytarz o wysokości do 3 m. Zaklinowane głazy tworzą w nim próg o wysokości 1,5 m. Korytarzyk przecinają 3 szczeliny. Szczelina w stropie wychodzi na powierzchnię, ale jest zbyt ciasną dla człowieka.
Schronisko powstało w późnojurajskich wapieniach skalistych na pionowym pęknięciu. Spływająca po ścianach woda spowodowała nieznaczną ich korozję. Dno pokrywa gruz wapienny i gliniasto-próchniczne namulisko. Schronisko jest przewiewne, suche i w całości widne. Występują w nim pajęczaki.
Schronisko od dawna było znane i jest odwiedzane. Jest geostanowiskiem obejmującym elementy rzeźby skalnej (formy denudacyjne) i znajduje się w Centralnym Rejestrze Geostanowisk Polski. Po raz pierwszy wymienili go M. Szelerewicz i A, Górny w 1986 roku. W 1990 r. A. Górny sporządził jego plan i opis.

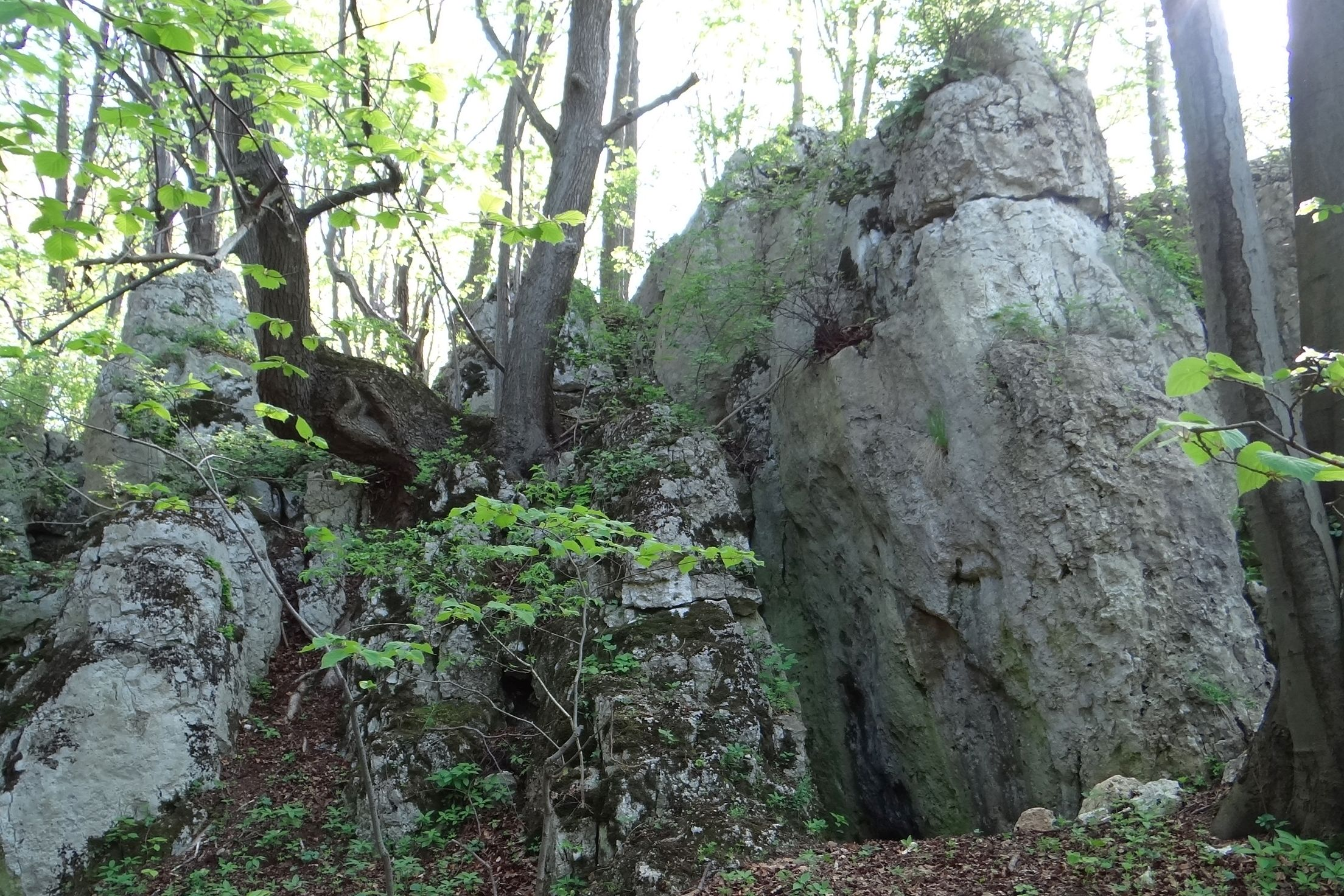
Skała z otworem schroniska
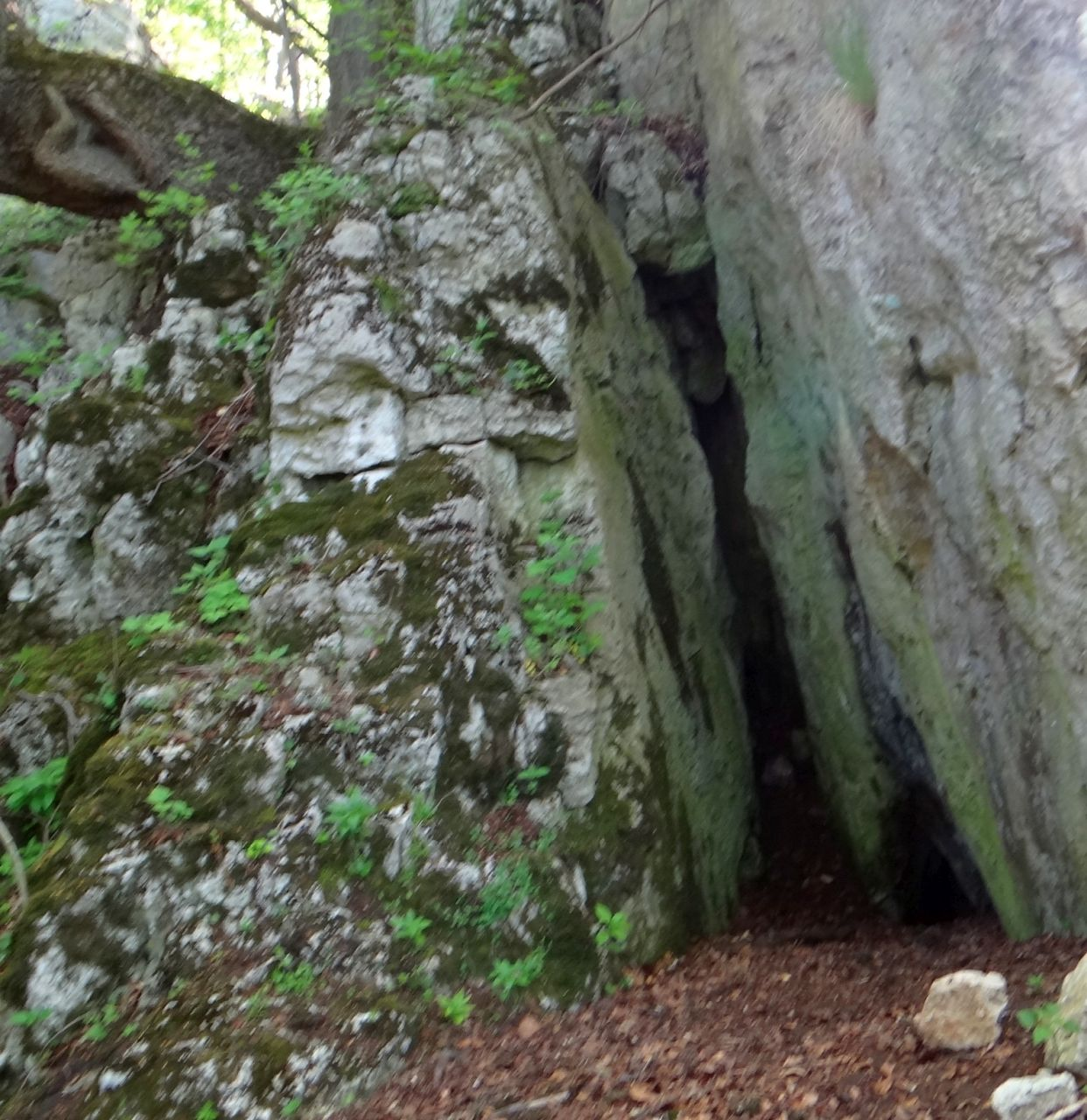
Otwór
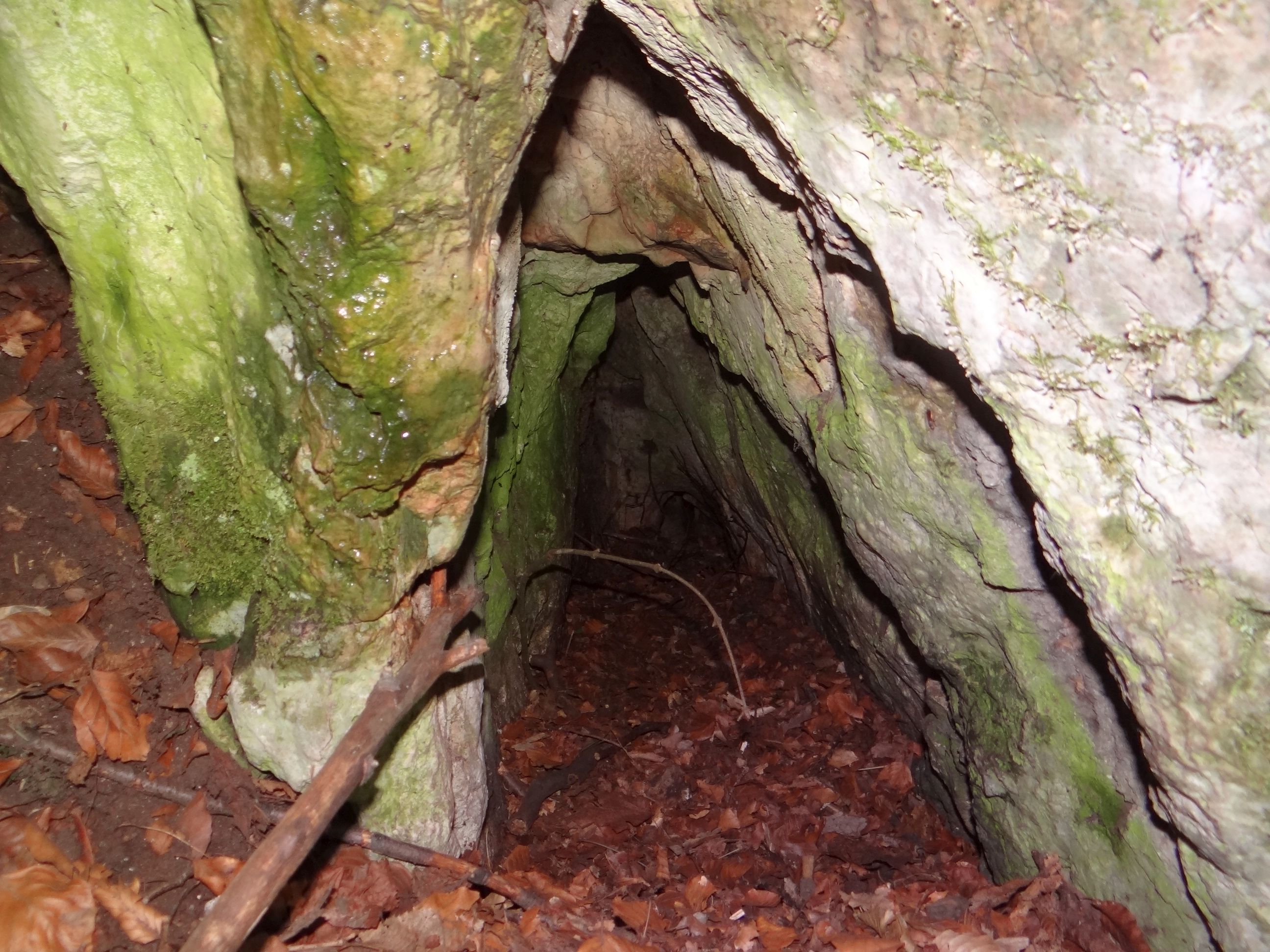
Korytarz
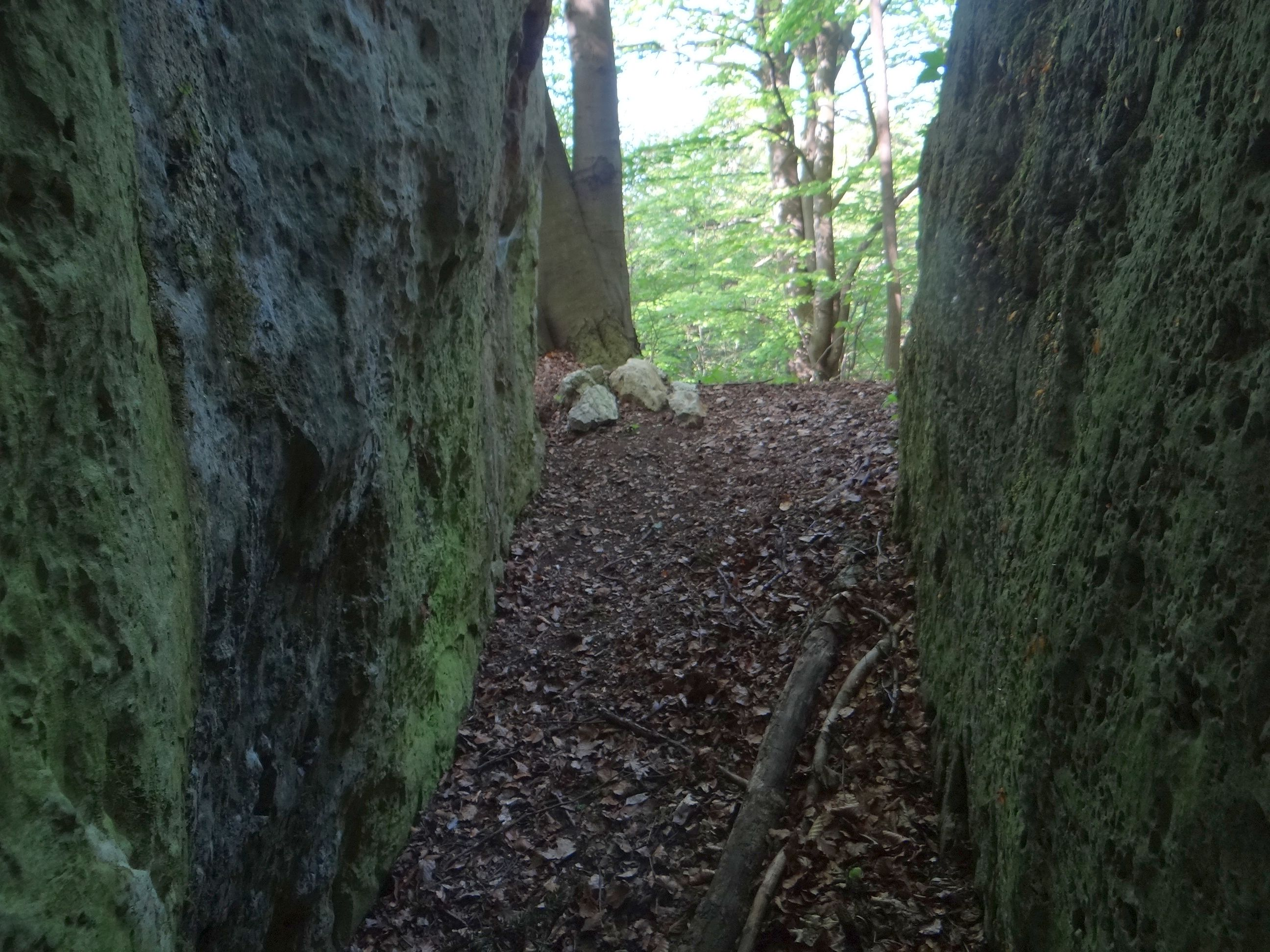
Widok z korytarza

Na Januszkowej Górze jest jeszcze wiele innych jaskiń: Januszkowa Szczelina, Jaskinia Podwójna, Jaskinia Potrójna, Jaskinia Zamkowa, Schronisko pod szczytem Januszkowej Góry, Schronisko z Piętrami, Schronisko ze Szpatem, Szpaciarnia w Januszkowej Górze.